# Holstre
Holstre är en ort i Estland. Den ligger i Paistu kommun och landskapet Viljandimaa, i den södra delen av landet, 140 km söder om huvudstaden Tallinn. Holstre ligger 94 meter över havet och antalet invånare är 213.
Terrängen runt Holstre är platt. Runt Holstre är det glesbefolkat, med 10 invånare per kvadratkilometer. Närmaste större samhälle är Viljandi, 12,0 km nordväst om Holstre. Omgivningarna runt Holstre är en mosaik av jordbruksmark och naturlig växtlighet.